# Pseudopseustis
Pseudopseustis is een geslacht van vlinders van de familie Uilen (Noctuidae), uit de onderfamilie Hadeninae.

## Soorten
- P. beduina (Wiltshire, 1948)
- P. crassicornis Boursin, 1940
- P. cymatodes Boursin, 1954
- P. jordana Staudinger, 1899
- P. pseudamoena Boursin, 1944
- P. tellieri D. Lucas, 1907